# ایلیربران، ساسکاچوان
ایلیربران، ساسکاچوان (به انگلیسی: Illerbrun, Saskatchewan) یک منطقهٔ مسکونی در کانادا است که در ساسکاچوان واقع شده‌است.